# Copa del Rey 1927
Dvacátý sedmý ročník Copa del Rey (španělského poháru) se konal od 27. února do 15. května 1927 za účasti již nově 26 klubů.
Trofej získal počtvrté ve své historii Real Unión Club, který porazil ve finále 1:0 v prodloužení Arenas Club de Getxo.